# Krachtbalclub Snellegem
Krachtbal Snellegem is een Belgische krachtbalclub, uitkomend in Tweede Nationale. De terreinen zijn gelegen in Snellegem en is een van de drie krachtbalclubs gelegen in Jabbeke. De club, opgericht in 1967, is bij de krachtbalfederatie aangesloten met stamnummer 31. Er wordt gespeeld met een rood-zwart gestreepte uitrusting en de terreinen zijn gelegen bij de sportaccommodatie De Schelpe.
De krachtbalclub heeft een rijke geschiedenis en heeft tal van landstitels als bekers bij de heren veroverd.

## Geschiedenis
De club werd opgericht door Diederik Dezittere op 28 maart 1967, kort na het ontstaan van de sport. De prille club werd vernoemd naar haar sponsor en kreeg de naam RODEMO Snellegem mee. De "Ro" stond voor Roland, "DE" voor Dekeyser en "MO" voor Moeyaert (de familienaam van Roland Dekeyser zijn vrouw). Er werd in deze beginjaren in barre omstandigheden getraind. Zo bestond de accommodatie uit een zelfgebouwde houten kantine en werd er voor warm water gezorgd door middel van het opwarmen van water in een grote ketel. Een vrijwilliger bracht vervolgens emmers rond naar de kleedkamers. In deze periode had de club twee ploegen. Een club in de derde nationale en eentje in de scholierencompetitie.
Sportief ging het de club voor de wind, reeds na het eerste seizoen slaagde de club erin om vice-kampioen te worden in de Derde nationale. De club promoveerde en werd het jaar daarop kampioen in de tweede klasse. In 1969 behaalde de club haar eerste Beker van België en een jaar later werden ze een eerste maal landskampioen. Vervolgens rijfden ze elf titels en twaalf bekers binnen tijdens de jaren 70, '80 en prille jaren 90. De club werd een laatste maal landskampioen in '96 en de laatste beker werd gewonnen in 1999.
In het seizoen 1980-1981 gaat de club door als MEZ Snellegem. In datzelfde seizoen werd er gestart met een damesploeg. Deze speelde vijf jaar lang in de eerste nationale, maar gaf er de brui aan tijdens het seizoen '85-'86. In het seizoen 2003-'04 sloeg ook het noodlot voor de herenploeg toe. Door het langdurig uitvallen van sterkhouder Jan Benoot kon de club nooit echt een vuist maken en degradeerde op het einde van de rit. Ook het seizoen daarop verliep moeizaam en de club slaagde er maar nipt om een nieuwe degradatie te vermijden. Het jaar daarop had de ploeg alsnog prijs en zakten ze naar de derde nationale.
De ploeg heeft zich vrijwillig laten zakken naar provinciale (seizoen 2014-2015) wegens een tekort aan spelers. Tijdens dat jaar hebben ze kampioen kunnen spelen. Het jaar erop waren ze weer terug in derde nationale.
In seizoen 2016-2017 eindigde MEZ Snellegem op een mooie 3e plaats. Door het wegvallen van een ploeg in 2e nationale voor het seizoen 2017-2018 kan de ploeg overgaan naar 2e Nationale.
Sinds seizoen 2017-2018 gaat de krachtbalclub niet meer door onder de naam MEZ Snellegem, maar onder de naam Krachtbal Snellegem. Dit was ook het 50ste seizoen waar Krachtbal Snellegem aantrad in de competitiereeksen.

## Resultaten Heren
| Seizoen | Klasse  | Klasse  | Klasse  | Klasse  | Klasse  | Reeks                    | Opmerkingen                                                                | Beker | Beker    |
|         | Hoger   | BEV     | Lager   |         |         |                          |                                                                            | Hoger | Lager    |
| ------- | ------- | ------- | ------- | ------- | ------- | ------------------------ | -------------------------------------------------------------------------- | ----- | -------- |
| 1967/68 |         |         |         |         |         | Hogere afdeling          |                                                                            |       |          |
| 1968/69 |         | 1       | 1A      |         |         | Hogere afdeling          | Kampioen in lagere afdeling A                                              | Winst |          |
| 1969/70 | 1       |         | 1       |         |         | Hogere afdeling          | Kampioen in lagere afdeling speciaal                                       | Winst |          |
| 1970/71 |         |         |         |         |         | Hogere afdeling          |                                                                            |       |          |
| 1971/72 | 1       |         |         |         |         | Hogere afdeling          | Kampioen hogere afdeling en algemeen kampioen                              |       |          |
| 1972/73 | 1       |         |         |         |         | Hogere afdeling          | Algemeen kampioen                                                          | Winst |          |
| 1973/74 | 1       |         |         |         |         | Hogere afdeling          | Kampioen hogere afdeling en algemeen kampioen                              | Winst |          |
| 1974/75 | 1       |         | 1       |         |         | Hogere afdeling          | Kampioen hoger afdeling, algemeen kampioen hogere, lager afdeling speciaal | Winst |          |
| 1975/76 |         |         | 1       |         |         | Hogere afdeling          | Kampioen in lagere afdeling speciaal                                       |       |          |
| 1976/77 |         |         |         |         |         | Hogere afdeling          |                                                                            |       |          |
|         | 1e afd. | 2e afd. | 3e afd. |         |         |                          | Vanaf 1976-77 reeksen in afdelingen                                        | Hoger | Lager    |
| 1977/78 | 1       |         |         |         |         | 1e Afdeling              | Kampioen eerste afdeling B en algemeen kampioen                            |       |          |
|         | 1e afd. | 2e afd. | 3e afd. | 4e afd. |         |                          | Vanaf 1976-77 extra afdelingen                                             | Hoger | Lager    |
| 1978/79 | 1       |         |         |         |         | 1e Afdeling              | Kampioen eerste afdeling A, B en algemeen kampioen                         | Winst |          |
| 1979/80 | 1B      |         |         |         |         | 1e Afdeling              | Kampioen eerste afdeling B                                                 | Winst |          |
| 1980/81 |         |         |         |         |         | 1e Afdeling              |                                                                            |       |          |
| 1981/82 |         |         |         |         |         | 1e Afdeling              |                                                                            |       |          |
| 1982/83 | 1       |         |         |         |         | 1e Afdeling              | Kampioen eerste afdeling A, B en algemeen kampioen                         |       |          |
| 1983/84 | 1       |         |         |         |         | 1e Afdeling              | Kampioen eerste afdeling A, B en algemeen kampioen                         |       |          |
| 1984/85 | 1       |         |         | 1       |         | 1e Afdeling              | Kampioen eerste afdeling A, algemeen kampioen hogere                       | Winst |          |
| 1985/86 | 1       |         |         | 1       |         | 1e Afdeling              | Kampioen eerste afdeling B, algemeen kampioen hogere                       |       |          |
| 1986/87 | 1       |         | 1       |         |         | 1e Afdeling              | Kampioen eerste afdeling A, B, algemeen kampioen hogere                    |       |          |
|         | 1e div. | 1e afd. | 2e afd. | 3e afd. | 4e afd. |                          | Vanaf 1987-88 toevoegen 1ste divisie                                       | Hoger | Lager    |
| 1987/88 | 1B      |         |         |         |         | 1e Divisie               | Kampioen eredivisie B                                                      | Winst |          |
| 1988/89 |         |         |         | 1A      |         | 1e Divisie               | Kampioen derde afdeling A                                                  |       |          |
| 1989/90 | 1       |         |         |         |         | 1e Divisie               | Kampioen eredivisie A, B en algemeen kampioen                              | Winst |          |
|         | 1e div. | 1e afd. | 2e afd. | 3e afd. |         |                          | Vanaf 1990-91 wegvallen 4e afdeling                                        | Hoger | Lager    |
| 1990/91 | 1A      |         |         |         |         | 1e Divisie               | Kampioen eredivisie A                                                      | Winst |          |
| 1991/92 | 1A      |         |         |         |         | 1e Divisie               | Kampioen eredivisie A                                                      | Winst |          |
| 1992/93 | 1       |         |         |         |         | 1e Divisie               | Kampioen eredivisie A en algemeen kampioen                                 |       |          |
| 1993/94 |         |         |         |         |         | 1e Divisie               |                                                                            |       |          |
| 1994/95 |         |         |         |         |         | 1e Divisie               |                                                                            |       |          |
| 1995/96 | 1A      |         |         |         |         | 1e Divisie               | Kampioen eredivisie A                                                      |       |          |
| 1996/97 |         |         |         |         |         | 1e Divisie               |                                                                            |       |          |
|         | 1N      | 2N      | 3N      | BEV     | PROV    |                          | Vanaf 1997-98 hernoemen reeksnamen                                         | Hoger | Lager    |
| 1997/98 |         |         |         |         |         | 1e Nationale             |                                                                            |       |          |
| 1998/99 |         |         |         |         |         | 1e Nationale             |                                                                            | Winst |          |
| 1999/00 |         |         |         |         |         | 1e Nationale             |                                                                            |       |          |
| 2000/01 |         |         |         |         |         | 1e Nationale             |                                                                            |       |          |
| 2001/02 |         |         |         |         |         | 1e Nationale             |                                                                            |       |          |
| 2002/03 |         |         |         |         |         | 1e Nationale             |                                                                            |       |          |
| 2003/04 |         |         |         |         |         | 1e Nationale             |                                                                            |       |          |
| 2004/05 |         |         |         |         |         | 2e Nationale             |                                                                            |       |          |
| 2005/06 |         |         |         |         |         | 2e Nationale             |                                                                            |       |          |
| 2006/07 |         |         | 1       |         |         | 3e Nationale             |                                                                            |       |          |
| 2007/08 |         | 2       |         |         |         | 2e Nationale             |                                                                            |       |          |
| 2008/09 |         |         |         |         |         | 2e Nationale             |                                                                            |       |          |
| 2009/10 |         |         |         |         |         | 2e Nationale             |                                                                            |       |          |
| 2010/11 |         |         |         |         |         | 2e Nationale             |                                                                            |       |          |
| 2011/12 |         |         |         |         |         | Provinciale              |                                                                            |       |          |
| 2012/13 |         |         | 5       |         |         | 3e Nationale             |                                                                            |       |          |
| 2013/14 |         |         |         |         |         | 3e Nationale             |                                                                            |       |          |
| 2014/15 |         |         |         |         | 1       | Provinciale              | Algemeen kampioen Provinciale                                              |       |          |
| 2015/16 |         |         | 6       |         |         | 3e Nationale             | Direct gestart in 3NHA wegens geen BEV reeks                               |       |          |
| 2016/17 |         |         | 3       |         |         | 3e Nationale             | Finalist beker lager                                                       |       | Finalist |
| 2017/18 |         | 6       |         |         | 6       | 2e Nationale & Regionale | Zowel 2NHA, 2NHR als PROV eindigden 6e                                     |       |          |
|         | 1N      | 2N      | 1L      | 2L      | Reg     |                          | Vanaf 2018-19 zijn er 2 nationale reeksen en 3 regionale reeksen           | Hoger | Lager    |
| 2018/19 |         | 4       |         |         | 2       | 2e Nationale             | 2NHB kampioen en 2NH(A+B) winnen combiné                                   |       |          |
| 2019/20 |         |         |         |         |         | 2e Nationale             | Competitie werd niet uitgespeeld wegens COVID-19                           |       |          |
| 2020/21 |         |         |         |         |         | 2e Nationale             | 2 wedstrijden gespeeld en competitie werd stilgelegd door COVID-19         |       |          |
| 2021/22 |         | 7       |         |         |         | 2e Nationale             |                                                                            |       |          |
| 2022/23 |         | 3       |         |         |         | 2e Nationale             | Vanaf 22-23 is er maar één bekercompetitie in plaats van hoger en lager.   |       |          |
| 2023/24 |         |         |         |         |         | 2e Nationale & Regionale |                                                                            |       |          |

## Resultaten Dames
| Seizoen | Klasse | Klasse | Klasse | Klasse | Reeks            | Opmerkingen                                                        |
|         | 1N     | 2N     | 3N     |        |                  | Hoger                                                              |
| ------- | ------ | ------ | ------ | ------ | ---------------- | ------------------------------------------------------------------ |
| 2009/10 |        |        |        |        | 3e Nationale     | start damesploeg                                                   |
| 2010/11 |        |        |        |        | 3e Nationale     |                                                                    |
| 2011/12 |        |        |        |        | 3e Nationale     |                                                                    |
|         | 1N     | 1L     | 2L     | REG    |                  |                                                                    |
| 2018/19 |        |        |        | 10     | Regionale dames  | start damesploeg                                                   |
| 2019/20 |        |        |        |        | Regionale dames  | Competitie werd niet uitgespeeld wegens COVID-19                   |
| 2020/21 |        |        |        |        | Reg/ionale dames | 2 wedstrijden gespeeld en competitie werd stilgelegd door COVID-19 |
| 2021/22 |        |        |        | 9      | Reg/ionale dames |                                                                    |

## Palmares

### Heren
Landskampioen:
- 1e Nationale: 1970, '72, '73, '74, '75, '78, '79, 83, '84, '85, '86, '87, '90, '93
- 2e Nationale: 1969
- 3e Nationale 1969, '70, '75, '76, '87, 2007
- Bevordering:
- Provinciale: 2015

Beker:
- Hoger: 1969, '70, '73, '74, '75,' 79, '80, '85, '88, '90, '91, '92, '94
- Lager

### Dames
Landskampioen:
- 1e Nationale:
- 2e Nationale:
- 3e Nationale:

Beker:
- Hoger: 1984
- Lager:

### Jeugd
Kampioen:
- Scholieren Jongens: 1968, '81, '82, 2002, '03, 04, 05
- Scholieren Meisjes:
- Cadetten Jongens: 1980, 2000, '02, '03, '07
- Cadetten Meisjes:
- Miniemen Jongens: 1996, 2001
- Miniemen Meisjes:
- Pupillen:

Beker:
- Scholieren Jongens: 2004
- Scholieren Meisjes:
- Cadetten Jongens: 2002
- Cadetten Meisjes:
- Miniemen Jongens:
- Miniemen Meisjes:
- Pupillen: 2008